# Somawangi
Somawangi is een bestuurslaag in het regentschap Banjarnegara van de provincie Midden-Java, Indonesië. Somawangi telt 7355 inwoners (volkstelling 2010).